# 라디오 후쿠시마

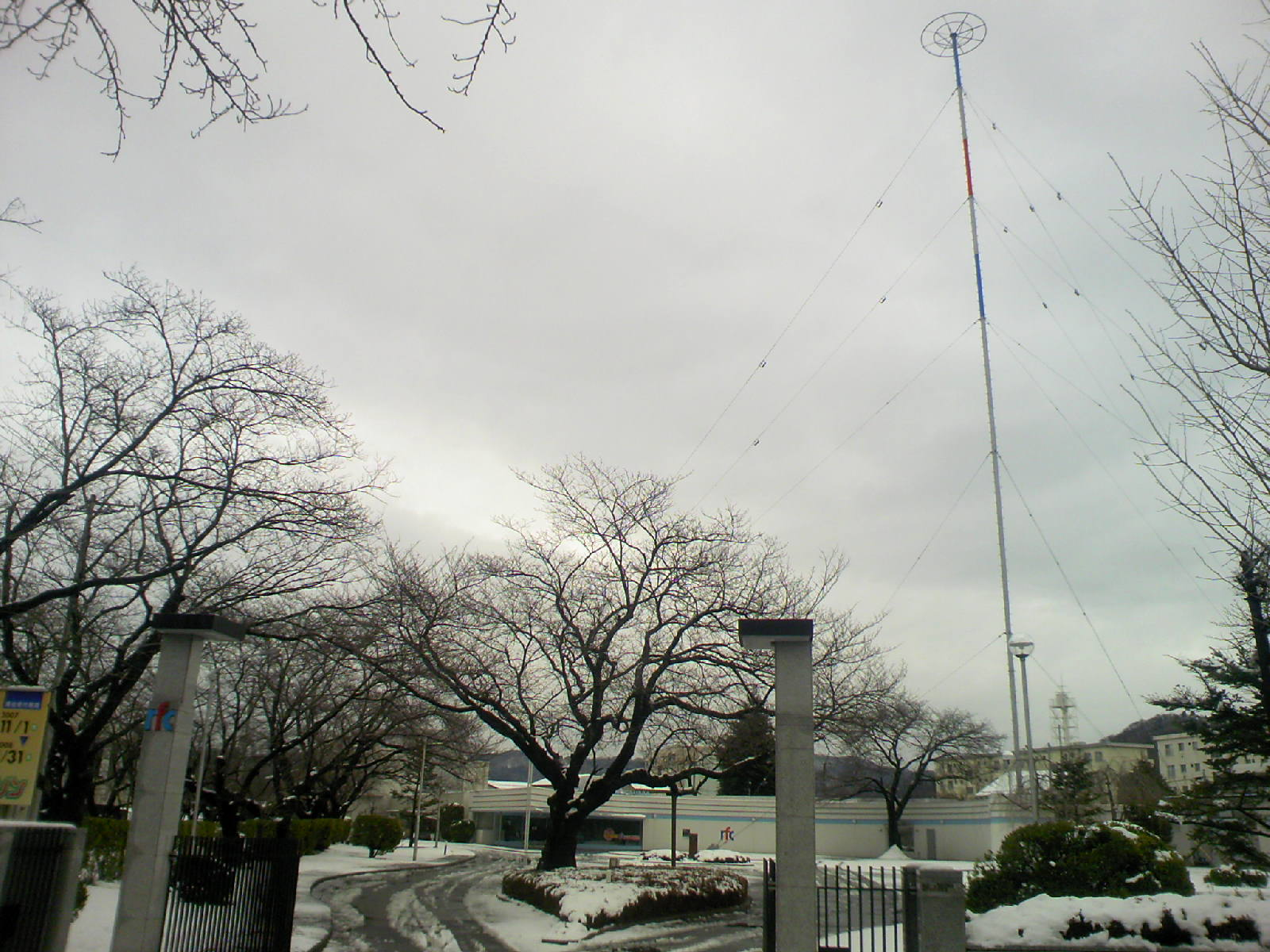

라디오 후쿠시마는 후쿠시마현의 유일한 중파라디오 방송국으로 1953년 12월 1일 개국했다.
약칭은 영어회사명 'Radio Fukusima Co.ltd'에서 따온 rfc이다.

## 개요
- 일본에서 30번째로 개국한 중파라디오 방송국으로 도호쿠 지역의 유일한 AM라디오 단영 방송국이다.
- 1953년 12월 1일 후쿠시마·고리야마·와카마쓰(지금의 아이즈와카마쓰 중계국)·이와키국이 동시 개국한 뒤 1961년 9월 하라마치 중계국이 개국하면서 후쿠시마 전역에서 청취할 수 있게 되었다.
- 오랫동안 후쿠시마 현역 라디오 방송국이 이 방송국밖에 없어서 현내에서 가장 인기있는 라디오 방송국이며JRN(TBS 라디오 중심)과 NRN(분카 방송과 닛폰 방송 중심)의 크로스넷 방송국이다.
- 텔레비전 면허를 취득했으면서 개국하지 못하고 면허가 무효가 된 적이 있다.
- FM후쿠시마가 개국할 때까지 TOKYO FM의 일부 프로그램을 방송한 적이 있었다.
- CM시간을 이용해 수학여행을 간 학생들의 안부를 전하고 있다(이전에는 독립된 5분짜리 프로그램이었다).
- 도호쿠 지방에서 유일한 AM라디오 방송국이다.(다른 방송국은 텔레비전 방송국을 겸하고 있다.)

## 연혁
- 1953년 12월 1일 - 후쿠시마 방송국·고리야마·와카마쓰(현 아이즈와카마쓰 중계국)·이와키 중계국 동시 개국
- 1955년 1월 - 고리야마 방송국 출력을 500W에서 1kW로 높임.
- 1961년 9월 - 하라마치 중계국 개국
- 1965년 5월 - JRN 가맹
- 1971년 4월 - NRN 가맹
- 1973년 2월 - 후쿠시마 방송국 출력을 1kW로 높임
- 1982년 4월 - 24시간 방송 시작
- 1992년 3월 - 와카마쓰 중계국의 출력을 1kW로 높이면서 중계국 주파수를 1062kHz에서 1395kHz로 변경
- 1998년 10월 - 인터넷 홈페이지 개설
- 2016년 1월 26일 - 이날 오전 11시부터 가네야마 FM 보완 중계국 방송 시작
- 2017년 3월 26일 - 이날 오전 10시부터 후쿠시마 FM 보완 중계국과 고리야마 FM 보완중계국 방송 시작
- 2018년 12월 1일 - 이날 오전 11시부터 와카마쓰 FM 보완 중계국·이와키 FM 보완중계국·하라 마치 FM 보완중계국 방송 시작

## 주파수
| 방송국·중계국                 | 콜사인 | 주파수   | 출력 |
| ----------------------------- | ------ | -------- | ---- |
| 후쿠시마 방송국               | JOWR   | 1458kHz  | 1kW  |
| 후쿠시마 FM 보완중계국        | -      | 90.8 MHz | 500W |
| 고리야마 중계국               | JOWO   | 1098kHz  | 5kW  |
| 고리야마 FM 보완중계국        | -      | 90.8 MHz | 500W |
| 아이즈와카마쓰 중계국         | JOWE   | 1395kHz  | 1kW  |
| 아이즈와카마쓰 FM 보완중계국  | -      | 90.8 MHz | 250W |
| 이와키 중계국                 | JOWW   | 1431kHz  | 1kW  |
| 이와키 FM 보완중계국          | -      | 90.2MHz  | 100W |
| 하라마치 중계국               | JOFL   | 801kHz   | 100W |
| 하라마치 FM 보완중계국        | -      | 90.2MHz  | 100W |
| 히가시 가네야마 FM 보완중계국 | -      | 77.8MHz  | 20W  |
| 니시 가네야마 FM 보완중계국   | -      | 79.3MHz  | 20W  |
| 가네야마 FM 보완중계국        | -      | 79.3MHz  | 5W   |

## 후쿠시마현에 있는 다른 텔레비전·라디오 방송국
- NHK 후쿠시마 방송국
- 후쿠시마 중앙 TV(FCT)(니혼 TV 계열)
- 후쿠시마 방송(KFB)(TV 아사히 계열)
- TV-U 후쿠시마(TUF)(도쿄 방송 계열)
- 후쿠시마 TV(FTV)(후지 TV 계열)
- FM후쿠시마(JFN 계열)